# 국제통화제도
국제통화제도(國際通貨制度, international monetary system)는 국제간의 거래결제나 차입금 상환 등의 원활을 꾀해 마련된 국제적 제도이다. 현행 IMF 체제가 전후의 국제통화제도이다. 그러나 최근의 달러위기나 국제유동성 부족의 문제와 관련하여 현행제도의 개정 내지는 새로운 국제 통화제도의 설립 등 논의가 분분하다.

## 시간에 따른 국제통화제도
| 날짜      | 제도                     | 보유 자산                 | 주도국             |
| --------- | ------------------------ | ------------------------- | ------------------ |
| 1803–1873 | 복본위제                 | 금, 은                    | 프랑스, 영국       |
| 1873–1914 | 금본위제                 | 금, 파운드                | 영국               |
| 1914–1924 | Anchored dollar standard | 금, 미국 달러             | 미국, 영국, 프랑스 |
| 1924–1933 | 금본위제                 | 금, 미국 달러, 파운드     | 미국, 영국, 프랑스 |
| 1933–1971 | Anchored dollar standard | 금, 미국 달러             | 미국, G-10         |
| 1971–1973 | 달러 표준                | 미국 달러                 | 미국               |
| 1973–1985 | 변동 환율제              | 미국 달러, 마르크, 파운드 | 미국, 독일, 일본   |
| 1985–1999 | 관리변동환율제           | 미국 달러, 마르크, 엔     | 미국, G7, IMF      |
| 1999-     | 미국 달러, 유로          | 미국 달러, 유로, 엔       | 미국, 유로존, IMF  |

## 같이 보기
- 글로벌 금융 시스템
- 화폐사